# 北通町
北通町（きたとおりまち）は、群馬県高崎市の地名。郵便番号は370-0056。面積は0.02km2(2012年現在)

## 地理
市の中央部、市街地の中央に位置している。南の通町から北に延びる通りの東に面し、南北に長い町である。

## 歴史
江戸時代は高崎城下の武家地であり、明治4年に町名がつけられることとなった。

### 年表
- 1889年（明治22年）高崎町の町名となる。
- 1900年（明治33年）4月1日 市制施行で高崎町は高崎市となる。

### 地名の由来
通町の北に位置することから「北通町」となった。

## 世帯数と人口
2017年（平成29年）12月31日現在の世帯数と人口は以下の通りである。
| 町丁   | 世帯数 | 人口  |
| ------ | ------ | ----- |
| 北通町 | 75世帯 | 121人 |

## 小・中学校の学区
市立小・中学校に通う場合、学区は以下の通りとなる。
| 番地 | 小学校           | 中学校             |
| ---- | ---------------- | ------------------ |
| 全域 | 高崎市立東小学校 | 高崎市立高松中学校 |

## 交通

### 鉄道
同町に鉄道駅はない。

### 道路
国道は国道354号が通っている。県道は通っていない。

## 施設
- 本元寺